# 배흥립
배흥립(裵興立, 1546년 11월 7일 ~ 1608년 10월 17일)은 조선 중기의 무신이다. 본관은 성주(星州), 자는 백기(伯起)이다.

## 생애
1572년(선조 5) 무과에 급제하여 선전관을 지냈다. 1592년 임진왜란이 일어나자, 군선을 만들고 한산도대첩과 행주대첩에 참전하여 공을 세웠다.
1597년 정유재란 시기에 칠천량 해전에서 단 한 척의 배로 적의 진격을 방해하기도 하였다.
1604년(선조 37) 5월 공조참판(工曹參判), 6월 지훈련원사(知訓鍊院事), 7월 충청도수군절도사(忠淸道水軍節度使), 이듬해 충청도병마절도사(忠淸道兵馬節度使)를 거쳤다.
1607년(선조 40) 영흥도호부사(永興都護府使)로 나갔다가 이듬해 병으로 집에 돌아왔으며, 같은 해 향년 63세로 졸했다.
1871년(고종 8) 효숙(孝肅)이라는 시호가 내려졌다.

## 가족 관계
- 조부 : 배경보(裵景輔)
  - 부친 : 배인범(裵仁範)
- 외조부 : 경주 김씨 김익(金瀷, 1504 ~ ?)
- 외조모 : 최훈(崔壎)의 딸 화순 최씨
  - 모친 : 김소가(金小加, 1528 ~ 1617)[4]
    - 남동생 : 배수립(裵秀立)
    - 전처 : 청송 심씨 심횡(沈鋐)의 장녀 심유옥(沈酉玉, 1549 ~ ?)[5]
    - 후처 : 송계조(宋繼祖)의 딸 여산 송씨

## 배흥립을 연기한 배우
- 이주석 - 《징비록》 (2015년, KBS1)
- 김태희 - 《한산: 용의 출현》 (2022년)

## 같이 보기
- 한국의 역사